# Dragutin Dumančić
Dragutin Dumančić (Kupres, 9. studenoga 1936. – 23. listopada 2021.) je bio hrvatski agronom, nakladnik, prevoditelj i pjesnik. Kao agronomski stručnjak radio je više od jednog desetljeća u Organizaciji za prehranu i poljoprivredu (FAO) na razvojnim programima u zemljama Magreba. Od 1992. godine, kad je utemeljio Ceres, uredio je dvjestotinjak knjiga hrvatskih i stranih autora.

## Životopis
Dumančić je diplomirao i doktorirao poljoprivredne znanosti na Sveučilištu u Zagrebu, na Agronomskom fakultetu. Od 1967. do 1983. godine radio je kao ekspert Ujedinjenih naroda (UNDP i FAO) u aridnim područjima svijeta, prvenstveno u mediteranskim zemljama, od Irana do Maroka.
Dumančić je 1992. godine utemeljio nakladu Ceres. Ceres je izdao niz djela istaknutih francuskih autora, kao što su Albert Camus, Gustave Flaubert, Marguerite Duras, Pascal Bruckner, Michel Tournier, Jean-Marie Gustave Le Clézio, Paul Garde, Marguerite Yourcenar, Saint-John Perse, Samuel Beckett i Alain Finkielkraut. Zbog promicanja francuske kulture Dumančiću je dodijeljeno francusko odličje Vitez reda za umjetnost i književnost (Ordre des Arts et des Lettres). Ceres je izdavao i ugledne hrvatske autore.
Dumančić je također pisao i objavljivao poeziju i prozu. Objavio je roman Izjednačenje (2007.) te zbirku pjesama Zraci tame (2007.). U književnim časopisima je objavljivao i pjesničke cjeline (Mogućnosti, Republika, Nova Istra, Trag, Ognjište, Zbornik Matice Hrvatske i dr. ). Njegova priča Ivanjska noć izabrana je 2003. među deset najboljih na natječaju kratke priče Večernjeg lista.
Bio je dugogodišnji član Hrvatsko-američkog društva. Jedan je od pokretača Velike lože Hrvatske.